# Amenagawhon Melvin
Amenaghawon Osaretin Melvin, née le 5 juillet 1995 à Akure au Nigeria, est une gymnaste artistique nigériane.

## Carrière
Amenaghawon Melvin est médaillée de bronze par équipes aux Jeux africains de 2019.